# The Next One
The Next One (in inglese: "il prossimo") è un soprannome che è stato attribuito ai seguenti giocatori di hockey su ghiaccio:
- Eric Lindros[1]
- Sidney Crosby[2]
- John Tavares[3]

Tale termine riprende il soprannome con cui ci si riferisce più spesso a Wayne Gretzky, The Great One, ovvero "il grande". Ciascuno dei giocatori elencati è stato o è attualmente definito come il prossimo Wayne Gretzky. Phil Kessel durante la sua carriera giovanile fu considerato un possibile membro della lista, tuttavia dopo che le sue prestazioni nel 2006 ebbero un forte calo fu tolto da tale lista. Nessun giocatore con tale soprannome ha ancora superato i record stabiliti in National Hockey League da Gretzky. Mario Lemieux, soprannominato invece The Magnificent One, "il magnifico", fu il più vicino a superare i numerosi primati di Gretzky, tuttavia non fu mai chiamato dai media The Next One poiché fu contemporaneo rispetto a Gretzky per la maggior parte della propria carriera.